# Chi Thiên niên kiện
Chi Thiên niên kiện (danh pháp khoa học: Homalomena) là một chi thực vật có hoa trong họ Ráy (Araceae). Ước tính chi này chứa khoảng từ 80 tới 150 loài, The Plant List chấp nhận 106 loài. Chi Homalomena chủ yếu được tìm thấy tại Nam Á và tây nam Thái Bình Dương, nhưng chỉ có một ít loài bản địa của khu vực Nam Mỹ. Nhiều loài thiên niên kiện có mùi nồng như mùi của hồi. Tên gọi khoa học xuất phát từ phiên dịch tên địa phương trong tiếng Mã Lai, được dịch thành homalos, nghĩa là phẳng, và mene nghĩa là Mặt Trăng.
Các loài trong chi này là cây lâu năm, mọc thành bụi với lá thường xanh hình tim hoặc hình mũi tên. Hoa nhỏ và không có cánh hoa, bao bọc trong mo hoa thường hơi xanh và ẩn trong các lá.
Người Tamil đã biết các loài cây này trên 3.000 năm. Nó được họ gọi là merugu (tiếng Tamil: மெருகு). Nó được sử dụng trong một số mục đích như điều trị các rối loạn dạ dày, u máu hậu môn, chảy đờm rãi v.v. Một vài loại dầu như kumaraguru enney; merugulli enney; merugu pachai enney v.v. được điều chế để chữa các bệnh khác nhau. Tại Việt Nam thiên niên kiện được dùng chữa phong thấp, khớp xương đau nhức, co quắp, tê dại. Hiện nay thiên niên kiện là một vị thuốc được nhân dân dùng chữa tê thấp, bổ gân cốt, giảm đau nhức. Dùng cho người cao tuổi bị đau người, đau dạ dày, đau khớp xương. Kích thích giúp sự tiêu hóa.
Homalomena wallisii đôi khi được coi như một loại cây trồng.

## Một vài loài
- Homalomena adiensis
- Homalomena aeneifolia
- Homalomena argentea
- Homalomena aromatica
- Homalomena asperifolia
- Homalomena atroviridis
- Homalomena batoeensis
- Homalomena bellula
- Homalomena burkilliana
- Homalomena cochinchinensis: Thiên niên kiện Nam Bộ
- Homalomena cordata
- Homalomena hainanensis
- Homalomena kelungensis
- Homalomena lindenii
- Homalomena magna
- Homalomena megalophylla
- Homalomena minutissima
- Homalomena occulta: Thiên niên kiện
- Homalomena peekelii
- Homalomena peltata
- Homalomena pendula: Sơn thục cảnh
- Homalomena pierreana: Thần phục, thiên niên kiện lá hình thìa, tờ vin
- Homalomena purpurascens
- Homalomena pygmaea
- Homalomena rubescens
- Homalomena tonkinensis: Thiên niên kiện Bắc Bộ
- Homalomena wallisii
- Homalomena wendlandii
- Homalomena zollingeri

## Hình ảnh

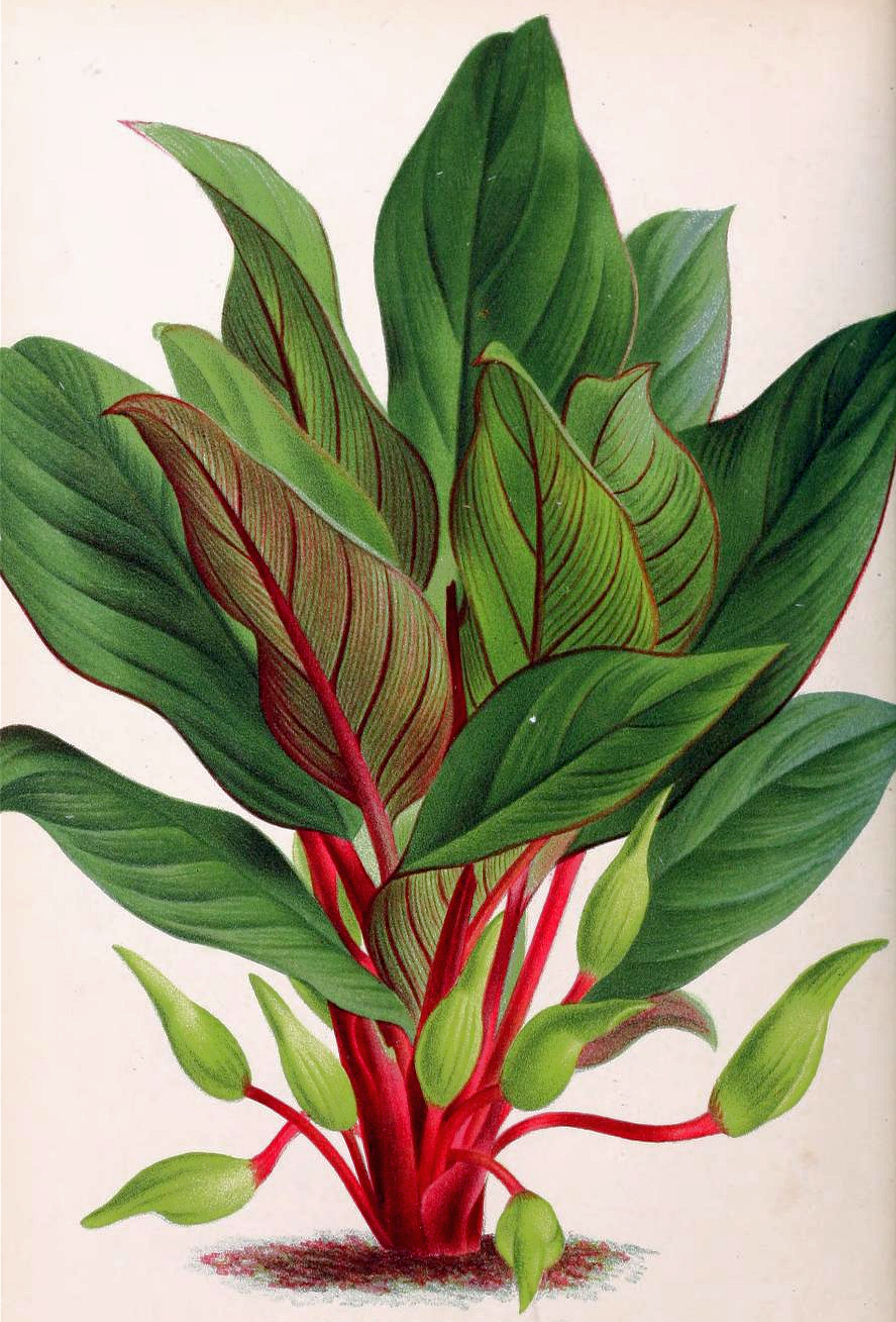
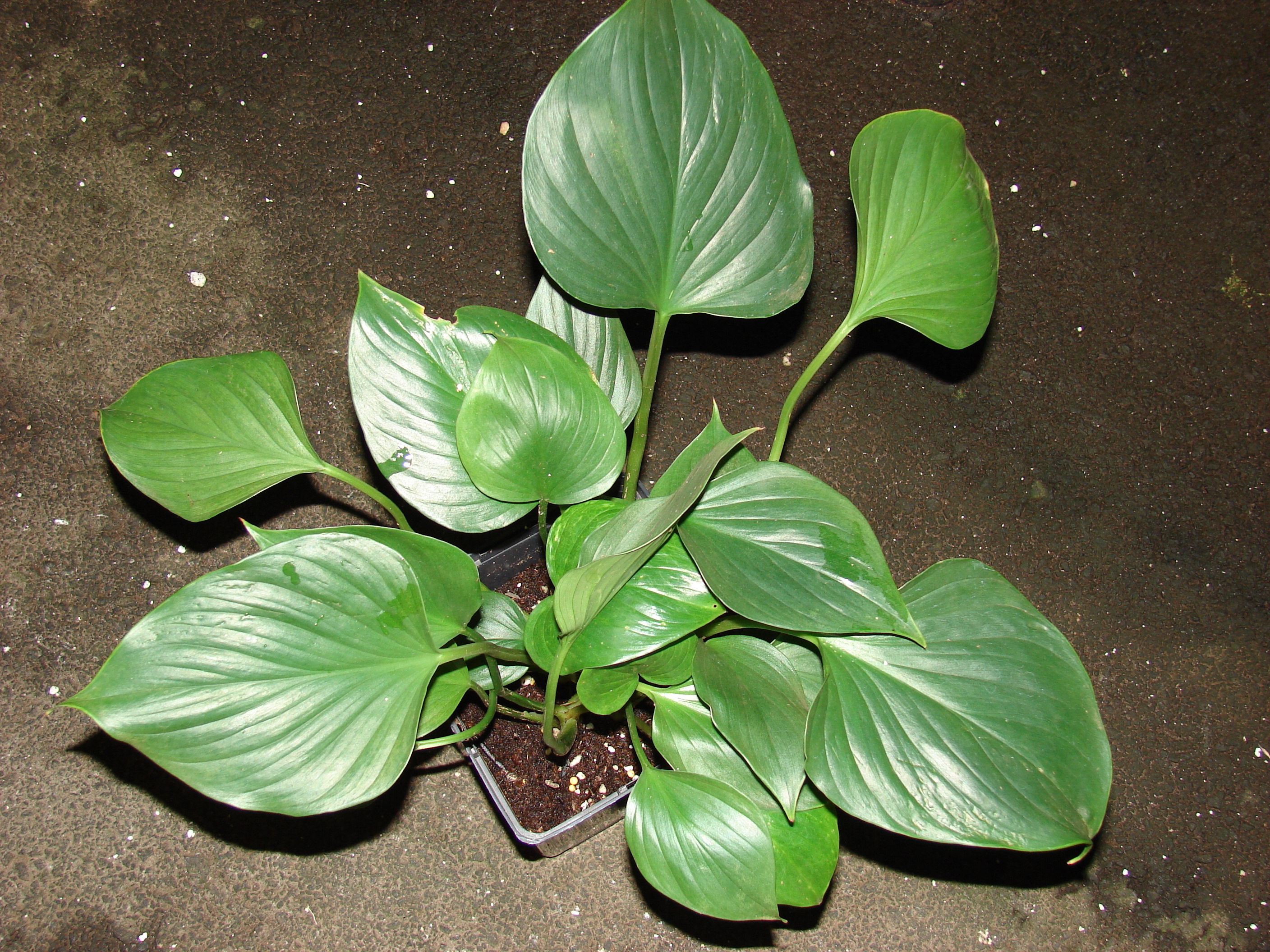
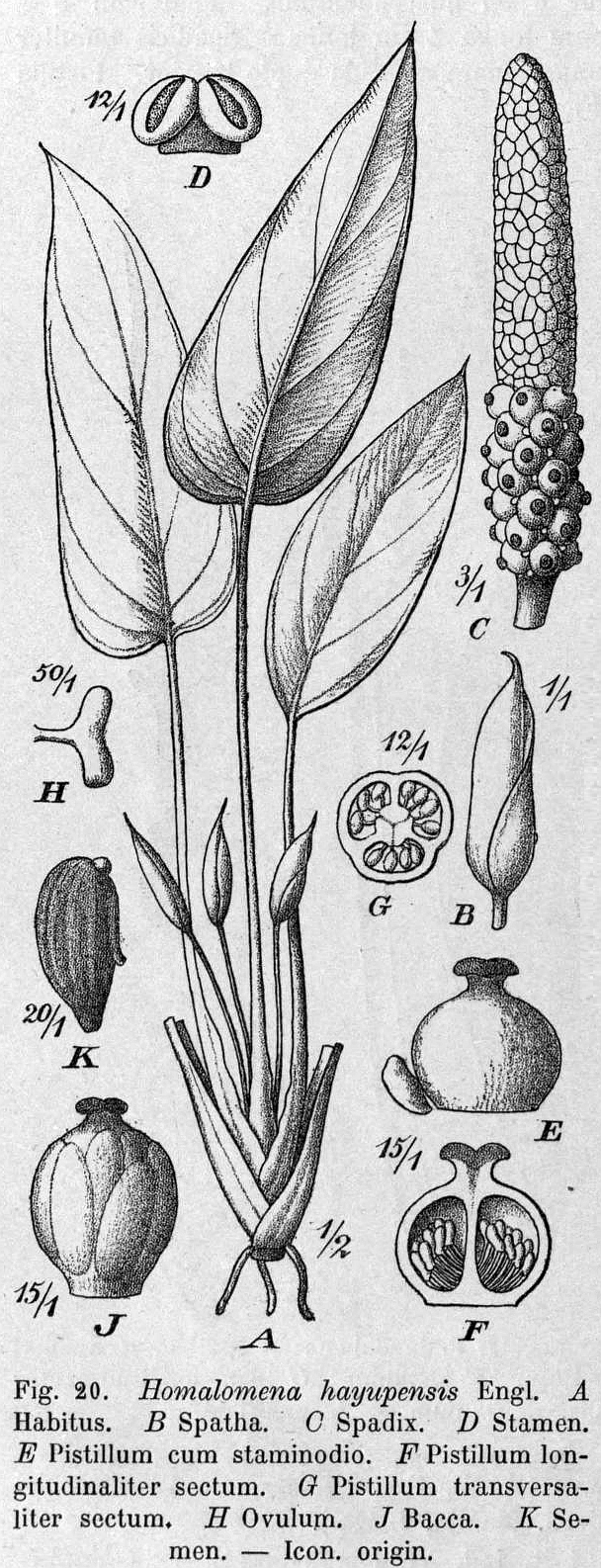